# Mastrus pastranai
Mastrus pastranai là một loài tò vò trong họ Ichneumonidae.